# Щасливий принц (мультфільм)
«Щасливий принц» — український ляльковий фільм 1990 року студії Укранімафільм, режисер — Леонід Зарубін.

## Сюжет
По казці Оскара Уайльда. На одній з головних вулиць міста, на високій колоні стояла статуя Щасливого Принца. Вся поверхня пам’ятника була вміло прикрашена золотом, а очі були зроблені з дивних сапфірів. Рукоять його шпаги була усипана самоцвітами, і кожен перехожий захоплювався від виду цього величного персонажа.

## Над фільмом працювали:
- Леонід Зарубін (режисер);
- Олена Парфенюк, Тетяна Дерев'янко (сценаристи);
- Ніна Гузь (художник-постановник);
- Олександр Осадчий (композитор);
- Тамара Іваницька (оператор);
- Ігор Погон (звукооператор);
- Жан Таран, Елеонора Лисицька, Анатолій Трифонов (мультиплікатори);
- Анатолій Радченко, Вадим Гахун, В. Яковенко, І. Киреєв, А. Шевчук (художники);
- Олександр Ніколаєнко (у титрах О. Николаєнко), Г. Свєчніков (у титрах Г. Свечніков) (асистенти);
- Лідія Мокроусова (режисер монтажу);
- Євген Назаренко (редактор);
- М. Гладкова (директор картини).